# Kuchnia kreolska

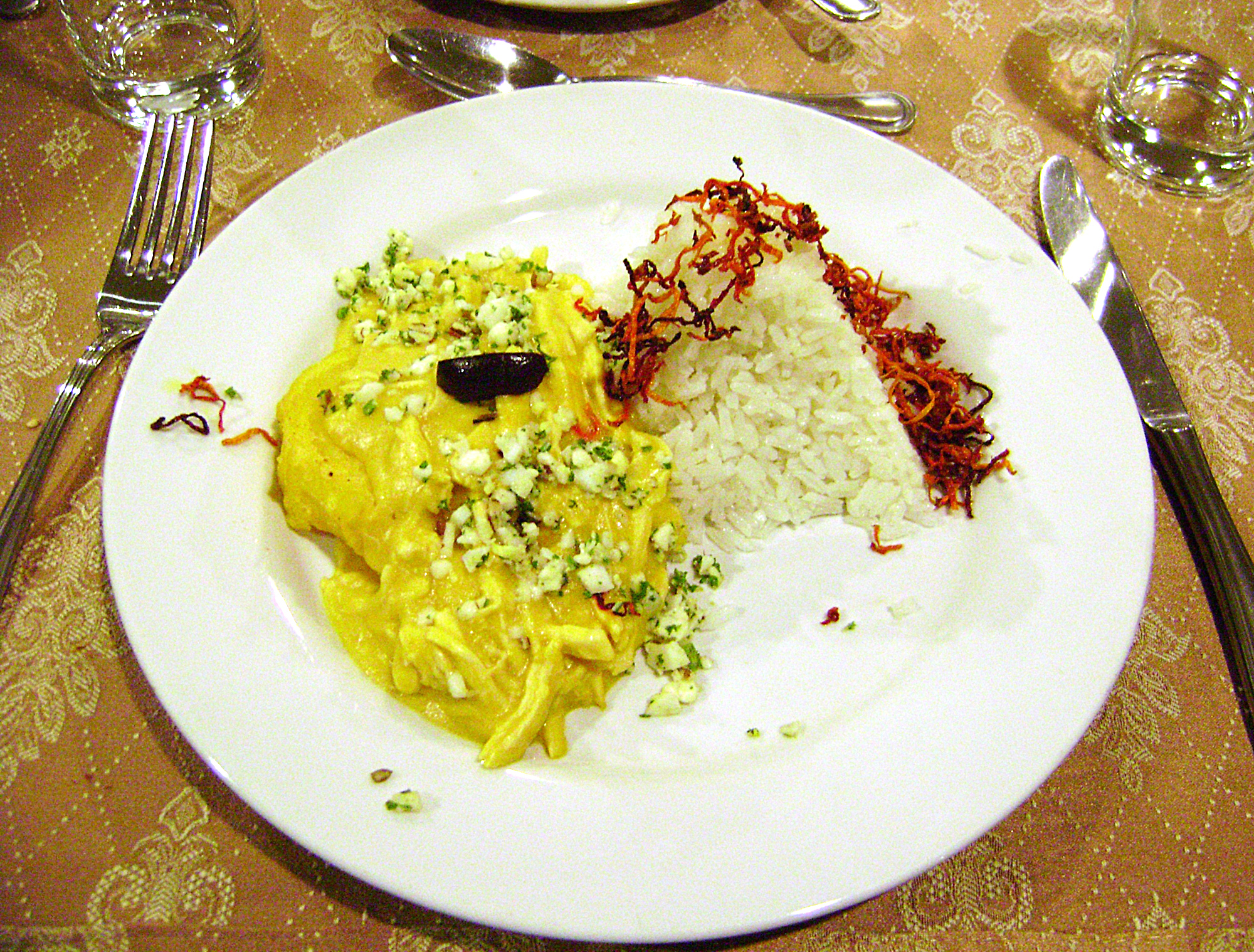
Ají de gallina - danie peruwiańskiej kuchni kreolskiej

Kuchnia kreolska – zbiorcze określenie tradycji kulinarnych Kreoli, zamieszkujących różne części świata. Pod względem położenia geograficznego kuchnie kreolskie można podzielić na kilka obszarów. Do najbardziej typowych należą: kuchnia karaibska, kuchnia wysp Oceanu Indyjskiego (Seszele, Mauritius itd.),  kuchnia kreolska Luizjany (odmienna od tzw. kuchni cajun). Kuchnie kreolskie, niezależnie od usytuowania geograficznego, charakteryzują się silnym zmieszaniem wpływów z różnych stron świata, najczęściej afrykańskich, hinduskich i europejskich, przy wykorzystaniu bogatej gamy lokalnych produktów. Pomimo wzajemnego oddalenia i różnego składu etnicznego, kuchnia kreolska wykazuje wiele cech wspólnych, np. stosowanie ryżu jako podstawowego pożywienia, wykorzystanie ryb i owoców morza, zamiłowanie do aromatycznych przypraw itd. 